# Campylospermum umbricola
Espèce
Synonymes
- Campylospermum umbricola (Engl. ex Tiegh.) Farron[2]
- Ouratea umbricola Engl. ex Tiegh.[2]

Campylospermum umbricola (Tiegh.) Farron est une espèce de plantes à fleurs de la famille des Ochnaceae et du genre Campylospermum. C'est un arbre subendémique du Cameroun, également observée au Gabon.